# HMS Uppland (J17)
HMS Uppland (J17) var en svensk landskapsjagare, sjösatt 1945. Omklassad till fregatt 1974. Systerfartyg till HMS Öland.
Handlingen i Flottans muntergökar från 1955 utspelar sig på HMS Uppland.

HMS Upplands vapen.